# Concepción Buenavista
Concepción Buenavista è un comune del Messico, situato nello stato di Oaxaca.